# Alberto Barbieri (cestista)
Alberto Barbieri (Bentivoglio, 18 ottobre 1976) è un ex cestista italiano.
Ala grande-centro di 205 cm, ha esordito in A1 con la Fortitudo Bologna, continuando poi la carriera principalmente in terza serie.

## Carriera
Per tre stagioni fa parte del roster della Filodoro/TeamSystem Bologna, con cui esordisce in A1 nel 1994-95 e gioca un totale di 16 partite; totalizza anche tre presenze in Coppa Korać.
Per un biennio è anche alla Montana Forlì, con cui disputa una cinquantina di partite in Serie A2. La sua carriera prosegue in Serie B d'Eccellenza e A Dilettanti; è stato mvp della Coppa Italia 2002 con Ozzano.